# Sunny Graff
Sunny Graff (* 1951 in den USA), geboren als Alison Graff, ist eine deutsch-amerikanische Frauenrechtsaktivistin, Rechtsanwältin und Taekwondo-Großmeisterin. Graff hat sich seit den frühen 1970er Jahren in den USA und Deutschland gegen sexuelle Gewalt, in Deutschland insbesondere für Gewaltprävention in Form von Selbstverteidigungs- und Selbstbehauptungskursen für Mädchen und Frauen, engagiert. Als Sportlerin errang sie zwischen 1978 und 1982 verschiedene nationale und internationale Titel im Taekwondo.

## Leben
Sunny Graff wurde 1951 als Alison Graff geboren und wuchs in Ohio auf. Als sie 17 Jahre alt war, wurde eine trampende Freundin von ihr Opfer eines Mordes, die Tat und das sich anschließende victim blaming in ihrem Umfeld verstörten Graff.

### Studium /Anti-Rape1970–1980
Zum Studium ging Graff an die Ohio State University nach Columbus. 1970 beteiligte sie sich dort an Demonstrationen gegen den Vietnamkrieg, war seit 1970 Teil der Redaktion der linken Zeitschrift Columbus Free Press und schrieb unter dem Pseudonym Frieda P. Pole ab Ende 1971 dort aus feministischer Warte zum Thema Gewalt gegen Frauen. So schrieb sie in einem Artikel

“I am home alone and I am pissed off. I am sick and tired of being terrorized. […] I’ve seen women beaten, torn, ravaged and murdered. I’ve seen women who press charges against their attackers degraded and humiliated by male doctors, judges, attorneys, prosecutors, police officers and reporters. … I am home by myself tonight — but I am not alone. I am with all the other women who feel my anger, who are tired of being victimized. … We are growing stronger every day.”

„Ich bin allein zu Hause und ich bin stinksauer. Ich habe es satt, terrorisiert zu werden. [...] Ich habe gesehen, wie Frauen geschlagen, zerrissen, vergewaltigt und ermordet wurden. Ich habe gesehen, wie Frauen, die Anzeige gegen ihre Angreifer erstatten, von männlichen Ärzten, Richtern, Anwälten, Staatsanwälten, Polizisten und Reportern erniedrigt und gedemütigt wurden. ... Ich bin heute Abend allein zu Hause - aber ich bin nicht allein. Ich bin mit all den anderen Frauen zusammen, die meine Wut spüren, die es leid sind, zu Opfern gemacht zu werden. ... Wir werden jeden Tag stärker.“

1971 schloss sich Graff dem neu gegründeten Women’s Action Collective (WAC) an. Auch hier verfolgte sie das Thema der Gewalt gegen Frauen, das sie gemeinsam mit anderen Frauen in einer Gesprächsgruppe diskutierte. Nachdem zwei Frauen der Gruppe ermordet worden waren, gründete Graff gemeinsam mit Caroline Sparks im November 1972 die Gruppe Women Against Rape (WAR). WAR setzte sich zwei Ziele: Zum einen die Unterstützung von Vergewaltigungsopfern und zum anderen die Prävention von Vergewaltigungen und sexuellen Übergriffen. Im Februar 1974 startete WAR ein Notfalltelefon für Vergewaltigungsopfer, das Graff betrieb. In den folgenden Jahren etablierte WAR Angebote zur Begleitung von Opfern bei Polizei und medizinischen Untersuchungen, eröffnete Schutzräume, organisierte Selbstverteidigungskurse für Frauen und betrieb Öffentlichkeitsarbeit für einen angemessenen Umgang mit Vergewaltigungsopfern und für Gesetzesreformen. 1976 erhielt WAR eine Projektförderung des National Institute of Mental Health in Höhe von 425.000 Dollar zur Erforschung von Strategien zur Verhinderung sexueller Gewalt. 1978 legte die von Graff geleitete Projektgruppe als Zwischenergebnis die Broschüre Freeing our lives: a  feminist analysis of rape prevention vor, gefolgt 1980 vom Abschlussbericht A Rape Prevention Program in an Urban Area, der zeitgenössisch in der Frauenbewegung als „Nationally, one of the best rape prevention programs“ gewürdigt wurde, sie gilt als erste wissenschaftliche Studie, die die Auswirkung eines Präventionsprogramms gegen sexuelle Gewalt bei Frauen untersuchte.

### Kampfsport 1978–1983
Seit 1972 praktizierte Graff Taekwondo. Sie ist Schülerin des Großmeisters Joon Pyo Choi und kämpft im von diesem entwickelten Kampfstil Moogong Ryu.
Nach ihrem ersten Titelgewinn, der US-Meisterschaft der Frauen 1978, konnte sie mangels Förderung des Taekwondo-Verbandes AAU nur durch Unterstützung des Womens' Action Collective 1978 zu ihrem ersten internationalen Turnier nach Seoul reisen, wo sie die Bronze-Medaille gewann. Ihr Sieg bei der Weltmeisterschaft 1979 in Taiwan war der erste Weltmeister-Titel einer Nichtkoreanerin.
Zwischen 1978 und 1983 errang Graff zahlreiche nationale und internationale Titel und Auszeichnungen:
- 1978 USA Taekwondo National Champion, USA National Team Captain
- 1978 Pre-World Taekwondo Games, Seoul, Korea – Bantam – Bronze
- 1979 World Invitational Taekwondo Games, Taiwan -Bantam – Gold
- 1979 USA Taekwondo National Champion, USA National Team Captain
- 1979 USTU / AAU Taekwondo Player of the Year
- 1981 USTU / AAU Taekwondo Player of the Year
- 1981 USA Taekwondo National Champion, USA National Team Captain
- 1982 USA Taekwondo National Champion, USA National Team Captain
- 1982 Pan-American Taekwondo Games, Ponce, Puerto Rico – Bantam – Gold
- 1983 All American Award of the AAU United States Taekwondo Union

Seit 2021 ist Graff Trägerin des neunten Dan. Am 10. April 2009 wurde sie in Anerkennung für ihr Lebenswerk in die Taekwondo Hall of Fame aufgenommen. Dabei wurde sie nicht nur für ihre sportlichen und kämpferischen Leistungen geehrt, sondern auch für ihren Einsatz in den Bereichen Selbstverteidigung, Selbstbehauptung und Gewaltprävention.
Sunny Graff beherrscht neben Taekwondo noch weitere Kampfkunstarten. So hat sie den neunten Dan in Lapunti Arnis de Abanico, den fünften Dan in Modern Arnis, den dritten Dan in Shinson Hapkido und beherrscht sowohl das koreanische als auch das chinesische Kung Fu. 2012 erhielt sie den International Award der Lapunti Arnis für über 30 Jahre Training im Bereich der Kampfkunst.

### Selbstverteidigung für Frauen – Frankfurt seit 1984
Sunny Graff studierte Jura, nach dem Abschluss ihres Studiums an der Capital University 1979 erlangte sie ihren Master of Laws 1985 an der Columbia University in New York. Als Austauschstudentin kam sie anschließend nach Frankfurt, wo sie 1988 an der Johann Wolfgang Goethe-Universität an ihrer Promotion arbeitete und eine vergleichende Studie über den weiblichen Gattenmord als Notwehr in Fällen häuslicher Gewalt im deutschen und US-amerikanischen Recht veröffentlichte.

#### Trainerinnenausbildung (1984–1998)
Graff hatte mindestens seit 1978 bereits in Ohio Selbstverteidigungskurse für Frauen angeboten. Kurz nach ihrer Ankunft in Frankfurt begann Graff 1984 unter dem Titel „Jede Frau kann sich wehren!“ mit einem Programm zur Ausbildung von Trainerinnen von Selbstverteidigungskursen für Frauen. Die zweijährige Ausbildung war die erste ihrer Art in Deutschland, bis 2002 wurden über 150 Trainerinnen ausgebildet. 1997 publizierte Graff das Curriculum der Trainerkurse und übergab 1998 die deutschlandweite Leitung der Trainerinnenausbildung an Regina Speulta in Karlsruhe. Gemeinsam mit dem ungefähr gleich starken Wendo-Programm trug das Programm dazu bei, dass Deutschland europaweit führend hinsichtlich Selbstverteidigungsangeboten für Frauen wurde.

#### Frauen in Bewegung (seit 1985)

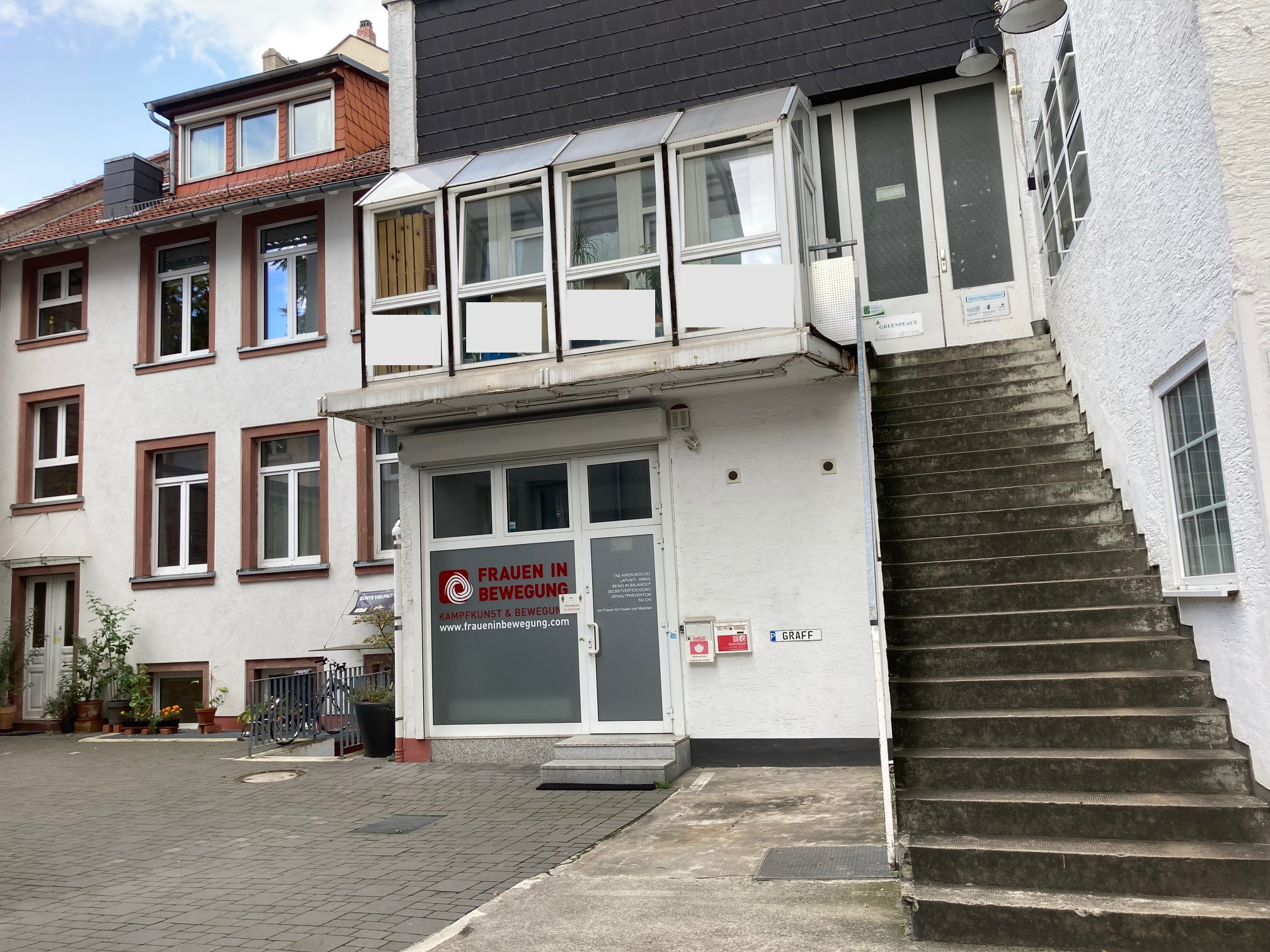
Standort des Vereins Frauen in Bewegung in Frankfurt

1985 gründete Graff in Frankfurt -gemeinsam mit ihrer Freundin Ika Hügel-Marshall- den Verein „Frauen in Bewegung“, um die Idee der Selbstverteidigung für Frauen zu fördern. FiB wurde damit einer der ersten Vereine in Deutschland, die sich der Selbstverteidigung für Frauen widmeten (der älteste ist Selbstverteidigung für Frauen in Berlin, 1976 gegründet). Frauen in Bewegung hatte 2020 10 Trainerinnen, die mit rund 370 Schülerinnen arbeiten. Der Verein finanziert sich durch Mitgliedsbeiträge, Spenden und öffentliche Förderungen.
Anfangs führte der Verein jährlich mehrere Selbstverteidigungskurse und ein fortlaufendes Taekwondo-Training mit rund 40 Teilnehmerinnen und sechs Lehrerinnen durch. Das Konzept sah ein sogenanntes Konfrontationstraining vor; in Rollenspielen wurden Alltagssituationen von „Anmache“, sexueller Belästigung und dergleichen dargestellt und Reaktionstechniken geübt. Sukzessive erweiterte der Verein sein Angebot, so zum Beispiel für Migrantinnen, muslimische Mädchen und Frauen, für Frauen mit körperlichen Einschränkungen, Seniorinnen und Prostituierte des Frankfurter Straßenstrichs. Ebenso bietet er Angebote zur Fortbildungsarbeit für Führungstrainerinnen und -trainer sowie Selbstverteidigungstrainerinnen und -trainer nach feministischen und antirassistischen Grundsätzen. Zusätzlich führt der Verein auch größere Veranstaltungen durch, so seit 2011 das alle zwei Jahre stattfindende Internationale Frauenkampfkunstfestival, und richtete ab 2012 bundesweite Taekwondo-Schwarzgürtelprüfungen aus, die durch Graffs Lehrer Joon Pyo Choi abgenommen wurden.
1995 konstatierte Miriam Frank: „Frauen in Bewegung war ein wichtiges Zentrum der deutschen Anti-Gewalt-Bewegung“. Frauen in Bewegung wurde mehrfach ausgezeichnet, unter anderem 2015 mit dem 2. Platz des Heinz-Lindner-Preises für Breitensport des Landessportbunds Hessen, 2017 mit dem 1. Preis im Wettbewerb Starke Netze gegen Gewalt des Deutschen Olympischen Sportbunds (DOSB) und 2019 mit dem ODDSET Zukunftspreis des hessischen Sports.

## Auszeichnungen für Sunny Graff
- 2009 Els-Schröder-Preis beim Internationalen Deutschen Turnfest[40]
- 2012 Lu-Röder-Preis des Landessportbundes Hessen[4]
- 2014 Ehrenbrief des Landes Hessen für Verdienste um die Gemeinschaft[41]
- 2019 Tony-Sender-Preis der Stadt Frankfurt am Main[42]

## Publikationen
Einzelveröffentlichungen
- Mit mir nicht! 3. Auflage. Orlanda Verlag, Berlin 2004, ISBN 3-936937-19-2.
- Sunny Graff: Battered Women, Dead Husbands: A Comparative Study of Justification and Excuse in American and West German Law, In: Loyola of Los Angeles International and Comparative Law Review 1:1988, S. 1–55

Gemeinschaftsveröffentlichungen
- Sunny Graff, Birgit Rieger: Mädchen sind unschlagbar: Selbstverteidigung kannst du lernen! Ravensburger, Ravensburg 2001, ISBN 3-473-35885-1.
- Denise Caignon, Gail Groves (Hrsg.): Schlagfertige Frauen: Erfolgreich gegen die alltägliche Gewalt. S. Fischer Verlag, Frankfurt am Main 1998, ISBN 3-596-13876-0.

- Community Action Strategies to Stop Rape: A Rape Prevention Program in an Urban Area in: Signs, Volume 5, Number 3, 1980, S. 238–241
- Sunny Graff et al.: Freeing our lives: a feminist analysis of rape prevention, Women Against Rape, 1978, Columbus, Ohio